# Nkope
Nkope ist eine archäologische Ausgrabungsstätte in Malawi. Sie liegt 25 Kilometer südlich von Monkey Bay und 50 Kilometer nördlich von Mangochi bei Nkope Mission, auch Nkope Hill genannt, im Mangochi-Distrikt am südlichen Malawisee. Es ist zu unterscheiden von Nkope am nördlichen Malawisee [10° 55' S, 34° 13' E] nördlich des Hafens Charo und südlich des Hafens Mlowe.
Nach diesem Fundort ist die Nkope-Keramik und damit die erste eisenzeitliche Kultur in Malawi benannt. Die Nkope-Keramik findet sich vor allem an Ausgrabungsorten im südlichen Malawi und datiert vom 3. bis zum 11. Jahrhundert. Die Nkope-Kultur gehört in die frühe Eisenzeit. 